# Tjerkasys filharmoniska orkester

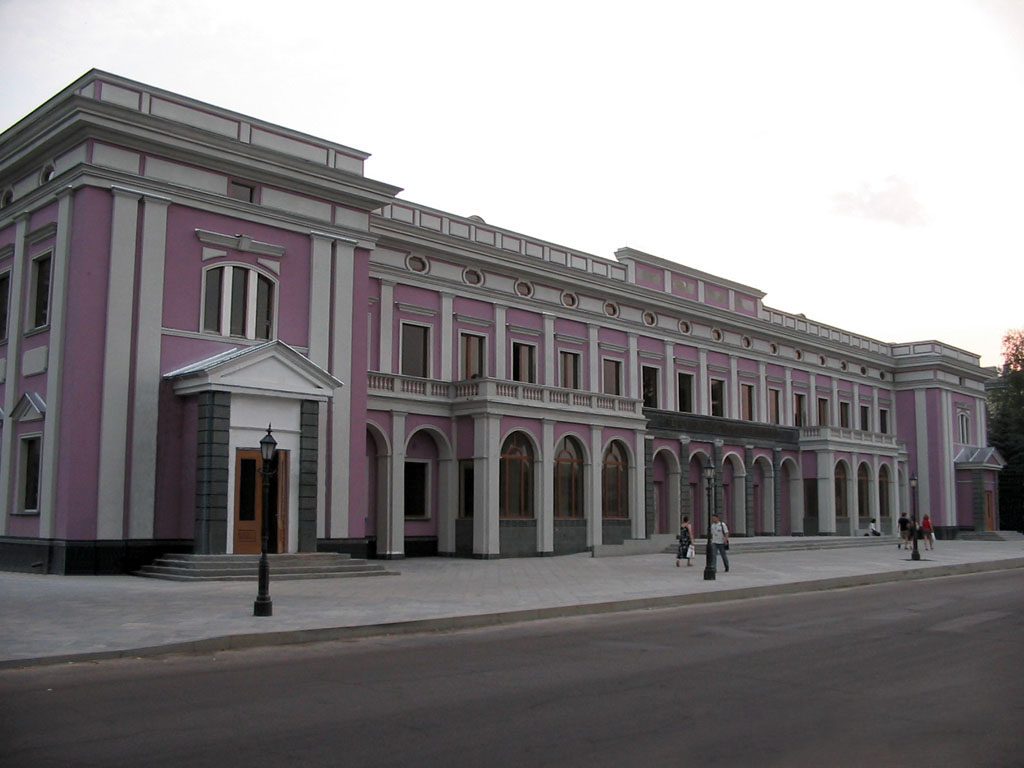
Tjerkasys filharmoniska orkesters konsertsal

Tjerkasys filharmoniska orkester (ukrainska:Черкаська обласна філармонія) är en professionell ukrainsk symfoniorkester med säte i Tjerkasy. Orkestern etablerades 1955 och har en egen konsertsal i centrala Tjerkasy. 